# Kramers-Heisenberg-formule
De Kramers–Heisenberg-formule (Kramers–Heisenberg-dispersieformule) is een vergelijking voor de werkzame doorsnede (maat voor de kans) bij de verstrooiing van een foton (lichtdeeltje) door een elektron in een atoom. De Nederlandse en Duitse natuurkundigen Hendrik Kramers en Werner Heisenberg leidden hem in 1925 volgens de klassieke natuurkunde af.
Ze pasten het correspondentieprincipe toe op de klassieke dispersieformule voor licht. (Het correspondentieprincipe is de overeenstemming van een berekening in de klassieke natuurkunde voor normale schalen met de oude kwantummechanica voor zeer kleine schalen in hun onderlinge limiet). Paul Dirac leverde de kwantummechanische versie van deze afleiding in 1927.
De Kramers–Heisenberg-formule was van belang ter verklaring van "negatieve absorptie" (gestimuleerde emissie), de somregel van Thomas–Reiche–Kuhn en inelastische verstrooiing, als de energie van het verstrooide foton groter of kleiner kan zijn dan die van het invallende foton, waar de formule zelf niet voor geldt. Daarmee werd vooruitgelopen op de theorie van het Ramaneffect.

## Vergelijking
De Kramers–Heisenberg (KH)-formule voor tweede-orde processen luidt

{\displaystyle {\frac {d^{2}\sigma }{d\Omega _{k^{\prime }}d(\hbar \omega _{k}^{\prime })}}={\frac {\omega _{k}^{\prime }}{\omega _{k}}}\sum _{|f\rangle }\left|\sum _{|n\rangle }{\frac {\langle f|T^{\dagger }|n\rangle \langle n|T|i\rangle }{E_{i}-E_{n}+\hbar \omega _{k}+i{\frac {\Gamma _{n}}{2}}}}\right|^{2}\delta (E_{i}-E_{f}+\hbar \omega _{k}-\hbar \omega _{k}^{\prime })}

De Kramers–Heisenberg-formule berekent de kans op uitzending van een verstrooid foton (accent {\displaystyle \prime }) onder verschillende hoeken en met verschillende energieën. Alle kansen van de verschillende mogelijkheden met tussen- en eindtoestanden worden opgeteld.
Het proces verloopt in drie stappen:
1. Er is eerst een systeem (een elektron gebonden aan een atoom) in een toestand {\displaystyle |i\rangle } met energie {\displaystyle E_{i}} ({\displaystyle i} = (Engels) initial, begin).
2. Dan valt er een foton met fotonenergie {\displaystyle \hbar \omega _{k}} op dat systeem en brengt het in een tijdelijke aangeslagen toestand {\displaystyle |n\rangle } met energie {\displaystyle E_{n}}. {\displaystyle \hbar } is de gereduceerde constante van Planck en {\displaystyle \omega _{k}} de hoeksnelheid behorend bij de frequentie (kleur) f van het licht volgens {\displaystyle \omega _{k}=2\pi f_{k}}.
3. Het foton wordt door het systeem verstrooid en verlaat het met een fotonenergie {\displaystyle \hbar \omega _{k}^{\prime }} binnen een kegel met ruimtehoek {\displaystyle d\Omega _{k^{\prime }}}, en de kegelas in de richting van {\displaystyle k^{\prime }}, de golfvector van het vertrekkende foton. Het systeem blijft achter in de eindtoestand {\displaystyle |f\rangle } met energie {\displaystyle E_{f}} ({\displaystyle f} = (Engels) final, eind).

De deltafunctie {\displaystyle \delta (E_{i}-E_{f}+\hbar \omega _{k}-\hbar \omega _{k}^{\prime })} beperkt de beschrijving tot het geval dat energie behouden blijft tijdens de verstrooiing. Deze verstrooiing is dus elastisch. {\displaystyle T} is de toepasselijke overgangsoperator en {\displaystyle T^{\dagger }} zijn Hermitisch geconjugeerde voor respectievelijk de overgangen van de toestand {\displaystyle |i\rangle } naar {\displaystyle |n\rangle } en van {\displaystyle |n\rangle } naar {\displaystyle |f\rangle }. {\displaystyle \Gamma _{n}} is de intrinsieke lijnbreedte van de tijdelijke aangeslagen tussentoestand {\displaystyle |n\rangle }.